# Isfahan (ostan)
Isfahan (translit. Ostān-e Eşfahān, transkryp. Ostan-e Esfahan) – ostan w środkowym Iranie. Stolicą jest Isfahan.

## Gospodarka
W ostanie uprawia się ryż, pszenicę, bawełnę, warzywa, drzewa owocowe oraz hoduje się owce. W regionie wydobywa się rudy miedzi, antymonu, cynku, ołowiu, niklu oraz żelaza. W ostanie rozwinął się przemysł dywanowy oraz metalowy.

## Podział administracyjny
Ostan-e Esfahan podzielony jest na 21 shahrestānów i miasto Isfahan:
- Aran-o-Bidgol
- Ardestan
- Borkhar-o-Meymeh
- Chadegan
- Falavarjan
- Fereydan
- Fereydunshahr
- Golpayegan
- Isfahan
- Kashan
- Khansar
- Khomeinishahr
- Lenjan
- Semirom
- Mobarakeh
- Nain (Anarak)
- Najafabad
- Natanz
- Semirom
- Shahreza
- Tiran-o-Korun
- Shahin Shahr